# Maria Gómez Alvárez
Maria Gómez Alvárez (Gijón, Astúries, 1914 - Maracaibo, Zulia, Veneçuela, 1975) va ser una metgesa i cirurgiana espanyola.
Exiliada des de Gijón, on va néixer, fins a Maracaibo, on va morir, en l'entremig va recórrer una multitud d'escenaris, des de la Facultat de Medicina de Valladolid, passant per un hospital de sang a Moriyón, a Astúries, per l'Hospital Militar de Vallcarca a Barcelona, l'Hospital de Puigcerdà a la Cerdanya, o el Camp-Hospital de Noè al Departament de l'Alta Garona. Entre 1944 i 1950, quan va treballar en un petit hospital benèfic amb seu a la ciutat occitana de Tolosa, a França, per millorar les condicions assistencials de refugiats republicans espanyols. Aquest hospital, conegut com a Hospital Varsovia o com a Hospital Memorial Walter B. Cannon, va comptar amb el suport de diverses agències humanitàries, com el Comitè del Servei Unitari (USC) i el Comitè Mixt Antifeixista de Refugiats (JAFRC) i va estar sota la direcció del metge Josep Torrubia Zea. La Dra. María Gómez va arribar a Veneçuela el 1958, procedent d'un llarg i difícil període a França, al costat del seu pare. Va exercir a la Casa de Socors de Maracaibo, a Zúlia, treballant a una clínica privada al seu domicili particular, a Maracaibo. El 1975 va morir a aquesta mateixa població, amb només seixanta anys, d'un càncer de pit.